# فرازا
فرازا یا ارتفاع مرکب (به انگلیسی: Altitude) یک واحد فاصله است که به‌صورت عمودی از یک سطح مبنا یا یک نقطه مرجع محاسبه می‌شود. سطح مبنای مرجع اغلب اوقات بر اساس هدف کار متغیر است. هرچند واژه فرازا عموماً برای ارتفاع یک نقطه از سطح آب‌های آزاد به‌کار می‌رود، اغلب در جغرافیا از اصطلاح ارتفاع از سطح دریا نیز برای اشاره به همین منظور استفاده می‌کنند.

## تفاوت فرازا با بلندا و ژرفا
«فرازا» به معنی فراتر بودن از یک سطح تراز بین‌الملی مانند سطح آب‌های آزاد دریاها و اقیانوس‌ها است. در مقیاس اندازه‌گیری، بلندا (به عربی ارتفاع) مسافتی است که از سطح زمین یا بالاتر از آن آغاز شده و به آن اضافه می‌گردد. به عبارت دیگر ارتفاع همیشه یک عدد مثبت است. در طرف مقابل ژرفا (به عربی عمق) قرار دارد که در مقیاس اندازه‌گیری همیشه از سطح زمین به‌ویژه عمق آب‌ها و دریاها پایین‌تر قرار دارد و درواقع یک عدد منفی به‌شمار می‌آید.

فرازا مرکبی از بلندا و ژرفا است که این دو را با هم ترکیب کرده است و درواقع مجموعی از حداکثر طول عمودی مثبت و منفی است. این واژه در صنعت هوانوردی به‌عنوان یک مقیاس کلی برای سنجش ارتفاع هواگردها استفاده می‌شود.
معمولاً برای بیان فاصله عمودی در جهت زیر سطح آب‌های آزاد از واژه ژرفا (عمق) استفاده می‌کنند.